# Димитерс, Юрис
Юрис Димитерс (латыш. Juris Dimiters, род. 15 октября 1947 года, Рига) — советский и латвийский художник, сценограф

 и плакатист.

## Биография
Юрис Димитерс родился 15 октября 1947 года в семье актёра Артура Димитерса и художницы Джеммы Скулме. Окончил Рижскую художественную школу им. Я. Розентала (1965) и художественное отделение Латвийской государственной академии художеств (1973).
С 1968 года принимал участие в художественных выставках. Был сценографом постановок пьес «Чудесная башмачница» Федерико Гарсиа Лорки (1974) и «Цирулиши» Хария Гулбиса (1975) в Латвийском академическом театре драмы им. А. Упита, «Шерлок Холмс» Уильяма Джилетта (1979), «Джон Нейланд» Адольфа Алунана (1982), «Король и его гардеробщик» Р. Гарвуда (1985), «Женщины, женщины…» К. Буза (1986) в Государственном академическом художественном театре им. Я. Райниса, «Моя жена — лгунья», М. Майо и М. Эннекена (1975) в Валмиерском драматическом театре, «Собор Парижской Богоматери» Зигмара Лиепиньша в Латвийской Национальной опере (1997).
Был художником-постановщиком анимационных фильмов «Пять котов» (1971, совместно с П. Розенбергом), «Слоны и зайцы» (1972), а также художником анимационной ленты режиссёра Розы Стиебры «Ну и случай!» (1972).
Член Союза художников Латвийской ССР (с 1975), Заслуженный деятель искусств Латвийской ССР (1989), обладатель почётных дипломов Союза художников СССР за заслуги в сценографии (1976), живописи (1978 и 1978) и книжной иллюстрации (1978), лауреат премий Международного биеннале плаката в Лахти (Финляндия, 1981, 1983 и 1989) и Международной выставки плаката в Колорадо (США, 1983). В 1987 году был награждён медалью и дипломом Союза художников Латвии за лучшую творческую деятельность по итогам минувшего года.